# 金叡園
金叡園（韓語：김예원，1987年12月11日—），韓國女演員、歌手。本名金有彬（김유빈），在過去曾以藝名金申亞（김신아）演唱過《學習之神》、《新妓生傳》等電視劇的OST。2015年6月5日以演員身分與JYP娛樂簽約，至2018年5月合約期滿未再續約。2018年7月與Artist Company簽訂合約。
2015年以音樂劇《All Shook Up》獲得第九屆DIMF新人獎。

## 演出作品

### 電視劇
- 2009年：KBS《傳說的故鄉》
- 2010年：MBC every1《別巡檢3》
- 2011年：KBS《浪漫小鎮》飾演 Thu Zar Lyn
- 2011年：tvN《花美男拉麵店》飾演 姜東珠
- 2012年：TV朝鮮《求婚大作戰》飾演 劉彩莉
- 2012年：tvN《需要浪漫2012》飾演 姜娜賢
- 2012年：KBS《世上哪裡都找不到的善良男人》飾演 金幽拉
- 2012年：KBS《Drama Special－Art》
- 2012年：KBS《Drama Special－我妻子娜塔莉的初戀》
- 2013年：MBC《金子輕鬆出來吧》飾演 敏貞
- 2013年：tvN《Who Are You》飾演 張喜彬
- 2013年：KBS《漂亮男人》飾演 Elec仙女
- 2014年：TV朝鮮《火花裡》飾演 久美子(少年)
- 2014年：SBS《就要相愛》飾演 洪美萊
- 2016年：SBS《嫉妒的化身》飾演 張珠熙
- 2017年：tvN《明天和你》飾演 李建淑
- 2017年：SBS《奇怪的搭檔》飾演 羅知涵
- 2017年：tvN《卞赫的愛情》飾演 夏妍希
- 2017年：tvN《Drama Stage-朴代理隱秘的私生活》飾演 崔寶美
- 2018年：MBN《Rich Man》飾演 閔泰羅
- 2018年：SBS《胸腔外科-盜取心臟的醫生們》飾演 安智娜
- 2019年：JTBC《加油吧威基基2》飾演 車宥利
- 2020年：MBC《李小姐知情》飾演 婦女會總務
- 2020年：KBS《出軌的話就死定了》飾演 安世珍
- 2021年：tvN《你是我的春天》飾演 朴听荷
- 2023年：Disney+《原来这就是爱啊》饰演 沈彗星
- 2024年：tvN《愛在獨木橋》飾演 車智慧

### 電影
- 2008年：《猛男誕生記（朝鲜语：가루지기）》飾演 妲羹
- 2011年：《陽光姊妹淘》飾演 少女時代 領導者
- 2012年：《恐怖故事》飾演 護士
- 2013年：《恐怖故事2》飾演 秉新的女友
- 2016年：《國家代表2》飾演 金佳妍
- 2018年：《Door Lock》飾演 吳孝珠
- 2023年：《虽然只是弄丢了手机》饰演 郑恩珠
- 2023年：《雉岳山》饰演 贤智

### 音樂劇
- 2010年：《像雨一樣，像音樂一樣》
- 2013年：《December》
- 2014年：《宮》
- 2014年：《All Shook Up》
- 2016年：《Jack The Ripper》
- 2020年：《維特》

### MV
- 2009年：金東熙《女人就那樣》（與金奎鐘）

### 綜藝節目
- 2021年6月25日—2021年10月1日：TVING《換乘戀愛》（演播室主持）
- 2022年7月15日—2022年10月28日：TVING《換乘戀愛 (第二季)》（演播室主持）
- 2023年12月29日—2024年：TVING《換乘戀愛3》（演播室主持）

## 電台
- 2017年：KBS COOL FM《金叡園的提高音量》DJ（2017年7月3日—2018年5月31日）[5]
- 2018年：KBS COOL FM《心動的夜晚，我是金叡園》DJ(2018年6月4日—2019年6月9日)

## 音樂作品

### 電視劇OST
- 2004年：《走向暴風》- 그대라도 날 잊어요
- 2010年：《學習之神》- 那樣也是好人
- 2011年：《新妓生傳》- 戀情歌
- 2011年：《型男保姆到我家》- 這樣的傻瓜
- 2012年：《求婚大作戰》- I Swear

### 音樂劇OST
- 2020年：《Werther 維特》20週年紀念 OST

### 電影OST
- 2008年：《1724妓房動亂事件》- 새

## 外部連結
- 金叡園的Instagram帳戶
- 金叡園的X（前Twitter）
- NAVER （页面存档备份，存于）